# 大西浩次
大西 浩次（おおにし こうじ、1962年6月 - ）は、日本の写真家・教育者・天文学者。国立長野工業高等専門学校工学科リベラルアーツ教育院教授。

## 経歴
富山県黒部市出身。1985年、東北大学理学部物理学第2学科卒業。1992年、東北大学理学研究科物理学第2専攻同博士課程後期課程修了、博士(理学)。
郵政省通信総合研究所科学技術特別研究員、同COE研究員を経て、1996年に長野工業高等専門学校一般科講師、1998年に助教授。2002年より2003年まで国立天文台客員助教授。長野工業高等専門学校一般科准教授を経て、2008年より教授。2022年より同工学科リベラルアーツ教育院教授を務める。

## 人物
重力レンズ（マイクロレンズ）や系外惑星探査を専門とする研究者として、天文の教育と普及にも精力的に取り組む。自ら撮影する星景写真の個展が2009年の世界天文年をきっかけに全国各地の博物館・科学館・美術館などで継続的に開催されている。
近年は、創立100年を迎えた長野県の諏訪天文同好会と「天文文化」をキーワードに、大西拓一郎（国立国語研究所）、陶山徹（長野市立博物館）、渡辺真由子（茅野市八ヶ岳総合博物館）、衣笠健三（国立天文台野辺山宇宙電波観測所）、早川尚志（名古屋大学宇宙地球環境研究所）、野澤聡（獨協大学国際教養学部）らとともに「市民科学」プロジェクトの中心メンバーとして活動する。光害の問題にも強い関心を向けている。
2020年10月現在、「長野県は宇宙県」連絡協議会会長。日本天文教育普及研究会中部支部選出代議員、編集委員、日本天文協議会運営委員。日本天文学会ジュニアセッション実行委員（元実行委員長）。黒部市吉田科学館理事。日本星景写真協会理事。国際天文学連合(IAU)会員。
2010年6月13日、国立天文台はやぶさ観測隊の一員として、小惑星探査機はやぶさの帰還をオーストラリアで出迎え、大気圏再突入に伴う火球を観測。
2012年、日本天文協議会「2012年金環日食日本委員会」副委員長。
2014年、NHK関東甲信越地域放送文化賞を受賞。
2017年、NHK BSプレミアム『コズミックフロント☆NEXT 10min.』の「長野県は宇宙県」シリーズ（春・夏・秋・冬）に、それぞれ長野の星空の案内役として出演した。
2018年2月、「長野県は宇宙県」連絡協議会会長に推される。
2018年4月から、毎日小学生新聞にて「ガリレオ博士の天体観測図鑑」を連載中。
愛称はガリレオ博士。特徴のあるヒゲは1997年の夏から生やすようになったという。

## 写真展
- 「時空の地平線」（ライフパーク倉敷科学センター[41]、黒部市吉田科学館[42]、長野市立博物館[14]、大垣市スイトピアセンター[43]、郡山市ふれあい科学館[44]、岡山天文博物館[45]、板橋区立教育科学館[46]ほか、2009-2013）
- 「時空の彩（いろ）」（明石市立天文科学館[47]、さいたま市青少年宇宙科学館[48]、仙台市天文台[49]、釧路市こども遊学館[50]、姫路科学館[51]ほか、2011-2015）
- 「天・空の記」（府中市郷土の森博物館[52]、阿南市科学センター[53]ほか、2013-2014）
- 「時空の回廊」（山ノ内町立志賀高原ロマン美術館[54]、2014）
- 「天空の樹」（田淵行男記念館[55]、2015）
- 「時空の断章」（ハートピア安八天文台[56]、2015）
- 「風のいろ」「清められた夜」（カフェ 風のいろ[57] ほか、2015）
- 「悠久の時空（とき）」（京都産業大学神山天文台[58]、2015）
- 「宇宙とつながる・美しく幻想的なその姿」（相模原市立博物館/宇宙航空研究開発機構[59]、2016）
- 「大西浩次・有賀哲夫 二人展」（南牧村美術民俗資料館[60]、2016）
- 「夢の引用」（中野市立博物館[61]ほか、2016-2017）
- 「“Mono-Universe” モノ-ユニバース ～宇宙の造形～」（ライフパーク倉敷科学センター[3]、2018）
- 「森からの宇宙、山からの宇宙」（白馬美術館[62]、2018）
- 「宇宙を見る眼 －天文台のある星空－」（岡山天文博物館[63]、2019）
- 「森から見上げた宇宙」（府中市郷土の森博物館[38][64]、2019）
- 「森から思索する宇宙」（白馬美術館[65]、2019）
- 「幻想，銀河鉄道の夜」※2020年は新型コロナウイルス禍により中止、2021年に開催（明石市立天文科学館[66]、2020,2021）
- 「『銀河鉄道の夜』への旅」（福岡市科学館[67]、2021）

ほか